# Georg Kennemann
Georg Kennemann (* 21. April 1913 in Nürnberg; † 7. Februar 1987) war ein deutscher Fußballspieler.

## Karriere

### Bis 1939
Georg Kennemann war ein waschechter Nürnberger, der im Stadtteil Johannis aufwuchs. Bereits als Kind begann er bei Bayern Kickers Nürnberg mit dem Fußballspielen. Später wechselte er zum FSV 83 Gostenhof Nürnberg und von 1933 bis 1939 spielte er bei der SpVgg Fürth in der bayerischen Gauliga. Die Gauligen waren damals die höchsten Spielklassen im deutschen Fußball. Die besten Jahre der SpVgg Fürth, die 1914, 1926 und 1929 deutscher Meister wurde, waren 1933 aber schon vorbei. Lediglich 1935 stand sie noch einmal, mit Georg Kennemann als Spieler, in der Endrunde um die deutsche Fußballmeisterschaft, schied aber schon in den Gruppenspielen aus.
Georg Kennemann war ein Hüne von fast 1,90 Metern Größe und spielte immer als Mittelläufer. Er war dabei ein reiner „Ausputzer“, der sein Ziel darin sah, den Strafraum „rein“ zu halten. Obwohl er ein gutes Ballgefühl hatte, scheute er in der Erfüllung seiner Aufgabe auch nicht vor einer harten Spielweise zurück. Wegen dieser Spielweise und auch wegen seines „losen Mundwerkes“ war er bei den Gegenspielern, aber auch bei den Schiedsrichtern gefürchtet. Von Beruf war Georg Kennemann Polizeibeamter und arbeitete bei der Kriminalpolizei.

### Nach 1939
1939 wechselte er zum 1. FC Nürnberg, dem er bis zum Ende seiner Karriere 1951 angehörte. Insgesamt spielte er, die Freundschaftsspiele mitgerechnet, in 330 Spielen für den Club. Davon waren 134 Pflichtspiele, in denen er vier Tore schoss. Sein letztes Punktspiel für den 1. FC Nürnberg bestritt er am 5. November 1950. Nachfolger auf seinem Platz wurde Gunther Baumann, der von den Stuttgarter Kickers zum „Club“ gewechselt war. Zum Höhepunkt in der Laufbahn von Georg Kennemann wurde die Spielsaison 1947/48, denn in diesem Jahre erkämpfte sich der 1. FC Nürnberg die Meisterschaft in der damaligen Fußball-Oberliga Süd. In der Vorrunde um die deutsche Fußballmeisterschaft, es war die erste, die nach 1945 ausgetragen wurde, siegte man in der Vorrunde kampflos über den Ostzonenmeister SG Planitz und in der Zwischenrunde mit 3:2 über den FC St. Pauli. Im Endspiel stand man der Elf des 1. FC Kaiserslautern gegenüber. Der 1. FC Nürnberg siegte in diesem Spiel mit 2:1 Toren, wobei es Georg Kennemann gelang, zusammen mit seinen Kollegen aus der Abwehr Tore des 1. FC Kaiserslautern, der u. a. mit Fritz Walter und Ottmar spielte, zu verhindern, denn beim Gegentor der Lauterer handelte es sich um ein Eigentor von Hans Uebelein I. Kennemann bildete in diesem Spiel zusammen mit Gerhard Bergner und Robert Gebhardt eine ausgezeichnete und unüberwindbare Läuferreihe.
In den Jahren von 1945 bis 1950 konnten keine Länderspiele stattfinden, weil der deutsche Fußball im internationalen Sportgeschehen geächtet war. Es fanden deshalb in diesen Jahren sogenannte Repräsentativ-Spiele zwischen den Auswahl-Mannschaften der deutschen Oberligen statt. Diese Spiele waren beim deutschen Publikum äußerst beliebt und Zuschauerzahlen zwischen 50.000 und 60.000 waren keine Seltenheit. Georg Kennemann spielte am 24. März 1946 in Stuttgart in der Südauswahl, die den Westen mit 3:0 besiegte. Dabei bildete er mit den Altinternationalen Andreas Kupfer und Albin Kitzinger, beide vom 1. FC Schweinfurt 05, die Läuferreihe. Am 19. Mai 1948 stand er in Frankfurt am Main in der Südmannschaft, die den Nordwesten mit 2:1 Toren besiegte. Am 17. Oktober 1948 spielte er in Nürnberg mit der Südauswahl, in der u. a. seine Vereinskollegen Adolf Knoll, Max Morlock und Hans Pöschl standen, gegen den Norden 1:1. Das letzte Spiel in der Südauswahl bestritt er am 2. Oktober 1949 in München, wo es ein 2:2 gegen den Norden gab. Mit in der Auswahlmannschaft des Südens standen damals u. a. Ludwig Janda vom TSV 1860 München, der kurz darauf der erste deutsche Fußballspieler wurde, der in Italien einen Profivertrag erhielt, und seine Nürnberger und Fürther Kollegen Adolf Knoll, Gunther Baumann, Robert Gebhardt, Richard Gottinger, Hans Pöschl, Otto Brenzke und Horst Schade.

## Sonstiges
Georg Kennemann, der seinen Polizeiberuf an den Nagel gehängt hatte, betrieb ab 1950 in Nürnberg eine Lotto-Toto-Annahmestelle.